# Musée dauphinois
Le Musée dauphinois est un service culturel relevant du Département de l’Isère. Situé à Grenoble, ancienne capitale de la province du Dauphiné, il est chargé de la mémoire et de l’histoire de ce territoire (qui recouvrait les départements de l’Isère, de la Drôme et des Hautes-Alpes). Il s’appuie pour remplir cette mission sur les recherches conduites en histoire, en archéologie et en ethnologie.
Créé en 1906, le Musée dauphinois est l’un des premiers musées de patrimoine régional en France (après le Musée Arlaten, fondé par Frédéric Mistral).
Installé sur les premières hauteurs de la Bastille, dominant la ville, il occupe un ancien couvent de visitandines (XVIIe siècle), Sainte-Marie d’en-Haut. L’ensemble de l’édifice (extérieurs et toitures) ainsi que la chapelle sont classés au titre des Monuments historiques ; le musée bénéficie du label « Musée de France ».
Ce musée a deux espaces d’exposition qui présentent une synthèse de l’histoire et des cultures alpines ainsi que des expositions temporaires, sur les sujets souvent en résonance avec l’actualité.

## Historique du musée

### Le fondateur
Hippolyte Müller, érudit autodidacte, archéologue préhistorien et ethnologue, a rassemblé les premiers éléments qui deviendront les collections du Musée dauphinois. Reconnu par des préhistoriens, il bénéficie du soutien du professeur Arthur Bordier, qui lui obtient un poste de bibliothécaire à l’Ecole de médecine. Müller va conduire ses recherches sur le Dauphiné, privilégiant le domaine alpin de l’ancienne province. En plus des trouvailles archéologiques, il enrichit ses collections avec du matériel ethnographique, prélevé dans les communautés montagnardes (l'étude des sociétés traditionnelles françaises était l’objet du folklore davantage que de l'ethnologie),.

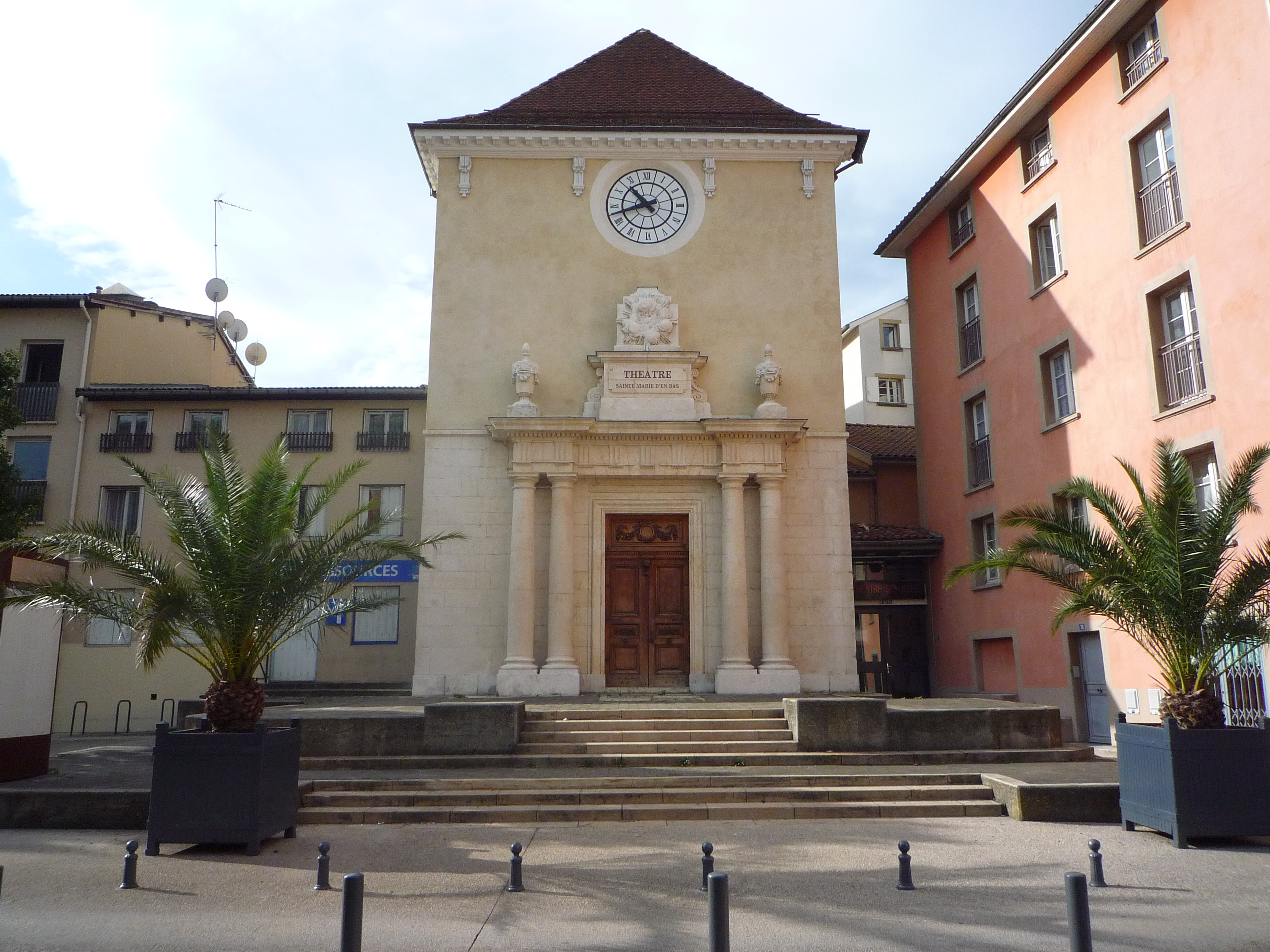
Chapelle Sainte-Marie d'en-Bas.

### Première installation du Musée dauphinois
En 1906, avec le soutien de personnalités grenobloises, Müller persuade la mairie de Grenoble de créer un musée, malgré la présence du musée des beaux-arts – bibliothèque et du muséum d’histoire naturelle. Cette nouvelle institution culturelle est installée dans la chapelle désaffectée de l’ancien couvent de Sainte-Marie-d’en-Bas. Sous la direction de Müller, premier conservateur du Musée dauphinois, les collections comprennent des éléments lapidaires de la période gallo-romaine, des trouvailles préhistoriques de ses propres fouilles et des objets issus des collectes conduites dans le domaine alpin du Dauphiné, notamment dans le Queyras. Le nom de Musée dauphinois lui est donné sur une suggestion de l’archiviste départemental, Auguste Prudhomme. Ce couvent situé au cœur de la vieille ville, rue Très-Cloîtres, avait été créé à la fin du XVIIe siècle pour l’ordre des Visitandines, trop à l’étroit à Sainte-Marie d’en-Haut. Les photos du début du XXe siècle montrent bien l’absence de présentation de type muséographique (malgré la présence de quelques vitrines), mais au contraire une sorte d’accumulation ; le musée ne disposant pas de réserves. Le manque de place est évident,.

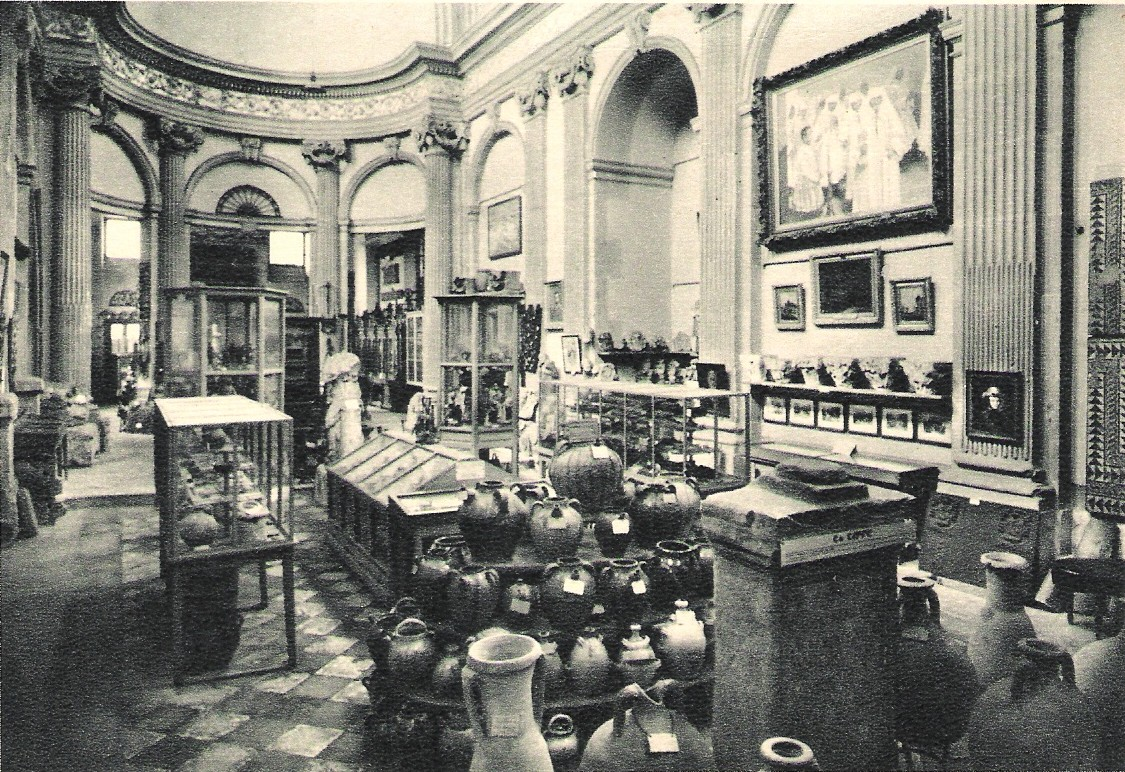
Salle du Musée dauphinois à Sainte-Marie d'en-Bas, rue Très-Cloîtres.

### Un nouveau site pour le Musée dauphinois
En 1965, la nouvelle municipalité, conduite par Hubert Dubedout, envisage de déplacer le Musée dauphinois pour lui donner plus de place. Cette initiative est encouragée par l’administration des musées de France, représentée par George Henri Rivière, directeur du Musée national des Arts et Traditions populaires. Bernard Gilman (1931-2022), alors maire-adjoint chargé des affaires culturelles, supervise ce projet et nomme Marcel Boulin (1919-1983) comme conservateur professionnel pour diriger le musée. Depuis le décès de Müller en 1933, le musée avait été dirigé, entre autres, par Joseph Colomb, gendre de Müller, puis par Joseph Laforge, galeriste et antiquaire. Dans le cadre d’un vaste chantier d’urbanisme préparant Grenoble pour les Jeux olympiques d’hiver de 1968, le Musée dauphinois déménage dans l’ancien couvent de Sainte-Marie d’en-Haut. Cette période étant très favorable, le maire et son adjoint savent pouvoir compter sur d’importantes subventions, de l’État notamment,.

### Nouvelles équipes
Le musée est inauguré lors des Jeux olympiques par le ministre de la Culture, André Malraux, le 3 février 1968. Cependant, Bernard Gilman ne se contente pas des expositions organisées pour l’occasion, mais ira personnellement recruter un nouveau conservateur, alors en poste au Musée-château d’Annecy : Jean-Pierre Laurent (1927-2015). En fonction dès 1971, ce dernier entreprend une refonte quasi-totale de la présentation des collections. Sous l’expression « L’homme se retrouve », il oriente les expositions pour refléter les formes de vie des hommes et des femmes de la montagne. Il conquiert de nouveaux publics, en plaçant « les gens » au cœur de la démarche muséale avec des expositions telles que « Hache, ébénistes à Grenoble », « La main du gantier », « Enfants des montagnes », « Le Roman des Grenoblois » ou « Les chartreux, le désert et le monde ».
Laurent bénéficie du soutien de Charles Joisten (1936-1981), un collecteur des contes et récits légendaires des Alpes, et fondateur de la revue Le Monde alpin et rhodanien,.
En 1981, Jean Guibal et Jean-Claude Duclos, deux jeunes conservateurs, sont nommés pour succéder à Jean-Pierre Laurent (en 1987) et veiller à poursuivre son œuvre dans l’esprit qu’il avait donné à cette maison,.

### La Conservation du patrimoine de l’Isère (CPI)
À partir de 1992, le Musée dauphinois passe sous la tutelle du Conseil général de l’Isère (aujourd’hui Conseil départemental) et revoit son projet en conséquence. Déjà engagé dans le soutien des « petits » musées locaux, il systématise son aide technique, organise le dépôt de collections souvent en réserves et assiste à la rénovation ou à la création d’une quinzaine d’établissements dans la région, notamment à La Mure, Mens, Aoste, Bressieux, Charavines, Allevard, Saint-Chef, Hières-sur-Amby, etc. Dans le cadre d’une écomuséologie à l’échelle du territoire, le Musée dauphinois devient le siège d’un service au public (d’abord aux communes et à leurs élus, puis aux associations patrimoniales et aux particuliers) capable de répondre à toutes les demandes dans le domaine du patrimoine. Le rapprochement du Centre d’archéologie historique des musées de Grenoble et de l’Isère (CAHMGI) avec ses archéologues et ses architectes, autour du Musée dauphinois, permettra de remplir ces missions, voire de lancer des inventaires systématiques du patrimoine de certains territoires. Ces travaux sur le territoire isérois prendront une grande importance, nécessitant le recrutement d’animateurs du patrimoine pour assurer le suivi sur le terrain et la relation avec les publics. En 1998, le Musée de l’ancien Évêché, à Grenoble, est créé pour rendre compte au public de ce large travail. Débordé par une telle activité extérieure, le Musée dauphinois deviendra le siège d’un nouveau service : la Conservation du patrimoine de l’Isère. Le succès de cette démarche se traduira par la signature d’un protocole par le ministère de la Culture, en collaboration avec le Département de l’Isère et son service patrimonial (la CPI), en faveur d’une politique de décentralisation de la gestion du patrimoine. L’aventure de la CPI durera une douzaine d’années, avant que le Conseil général de l’Isère ne décide de supprimer ce service à une époque où d’autres musées départementaux étaient apparus ou avaient été rénovés au fil des ans, plaçant la collectivité devant de lourdes charges, qu’elle devait assumer directement,,.

### Le Musée dauphinois en 2023

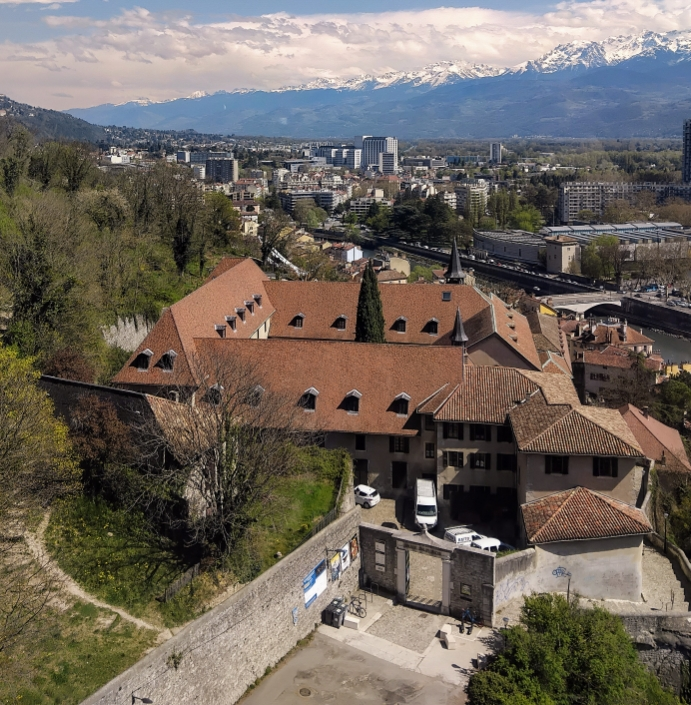
Musée Dauphinois depuis le téléphérique

Le musée, dirigé par Olivier Cogne, continue d'interroger le rapport qu’entretiennent nos contemporains avec le patrimoine : les expositions Égyptomania, Rose Valland, Nunavik, ou encore L’ivresse des sommets : eaux de vie et liqueurs des Alpes ont la même fonction auprès des publics. En 2023, la direction de la culture et du patrimoine du Département, a lancé un projet de réserves départementales, communes aux douze musées relevant de cette collectivité. Cela implique un grand chantier des collections, incluant le récolement, la numérisation voire la restauration pour certains documents, sur lesquels le Musée dauphinois est déjà engagé. En octobre 2019, lors du 400e anniversaire de la pose de la première pierre du couvent de Sainte-Marie d’en-Haut, le président du Département de l'Isère, Jean-Pierre Barbier, annonce le début des travaux de réhabilitation des jardins du musée. Parallèlement, il prend la décision de faire construire à Saint-Martin-d’Hères de nouvelles réserves pour le réseau des musées départementaux où seront conservées notamment les collections du Musée dauphinois,.

## Les collections et le centre de ressources documentaires
Les collections du Musée dauphinois témoignent de l'histoire des hommes et des femmes de l'ancienne province du Dauphiné et, plus largement, des Alpes françaises. Elles sont constituées de :
- plus de 100 000 objets, depuis les premiers silex taillés de la haute préhistoire au snowboard de la dernière génération ;
- 160 000 photographies dont 1 000 autochromes ;
- 22 000 documents iconographiques : dessins, estampes, affiches, cartes et plans, cartes postales ;
- 1 400 films ;
- 2 000 enregistrements sonores : enquêtes orales sur les savoir-faire, les coutumes, les patois… ;
- et plus de 20 000 ouvrages, anciens et récents.

Le Musée dauphinois conserve également les archives de l'alpiniste et géodésien, Paul Helbronner, comprenant entre autres 15 000 plaques de verre formant des tours d’horizon photographiques à 360° pris de tous les sommets des Alpes.
Les collections s'enrichissent régulièrement par des dons, des collectes, ou par de nouvelles acquisitions, comme en 2019 avec la grande huile sur toile de Théodore Ravanat, Chemin de la Grande Chartreuse par la vallée du Grésivaudan.
Depuis une dizaine d'années, près de 70 000 objets et documents ont été numérisés.

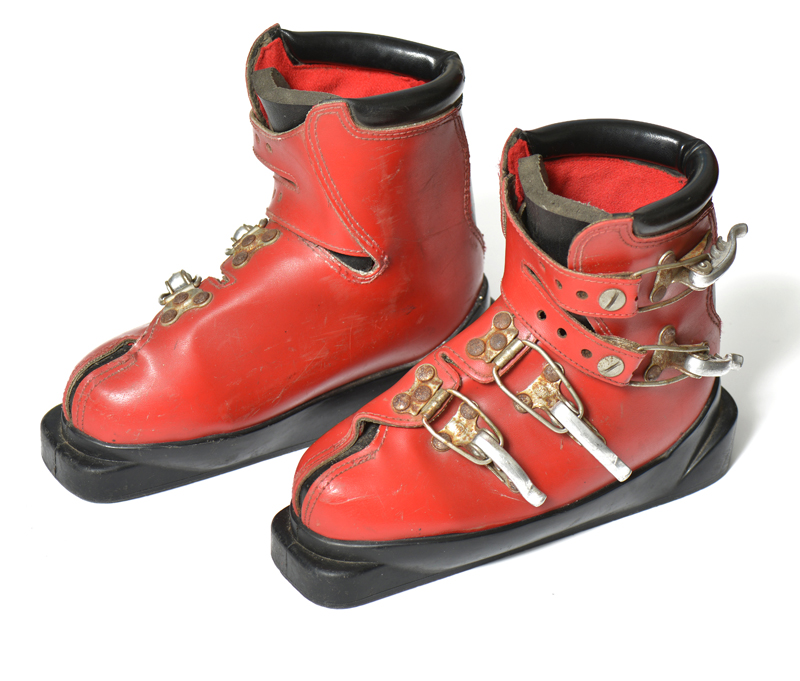
Chaussures de ski alpin pour enfant, années 1960
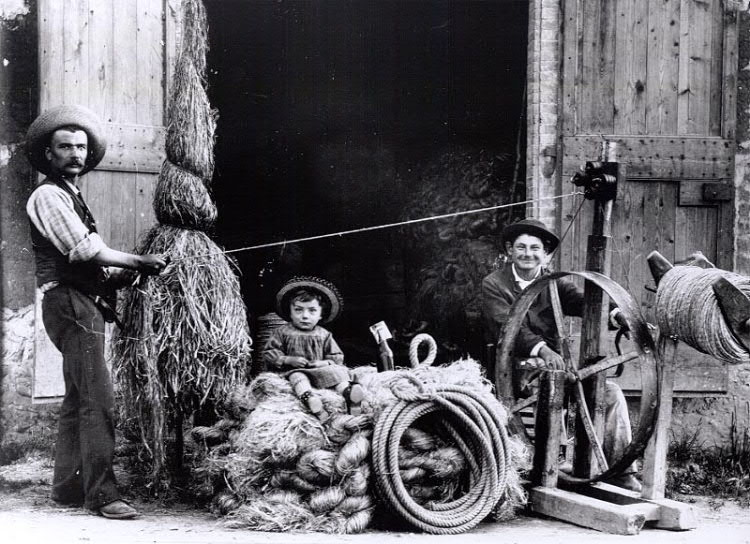
Tresseurs de chanvre, photographie des frères Cristille, fin XIXe siècle
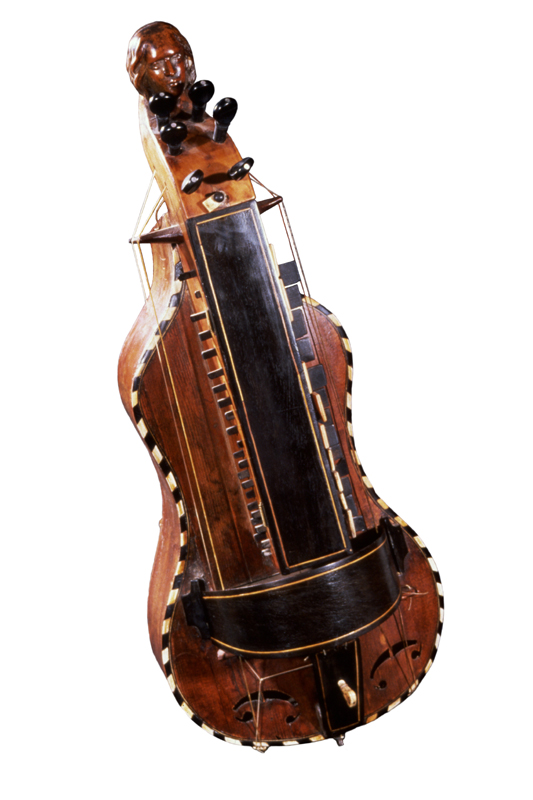
Vièle à roue, XIXe siècle
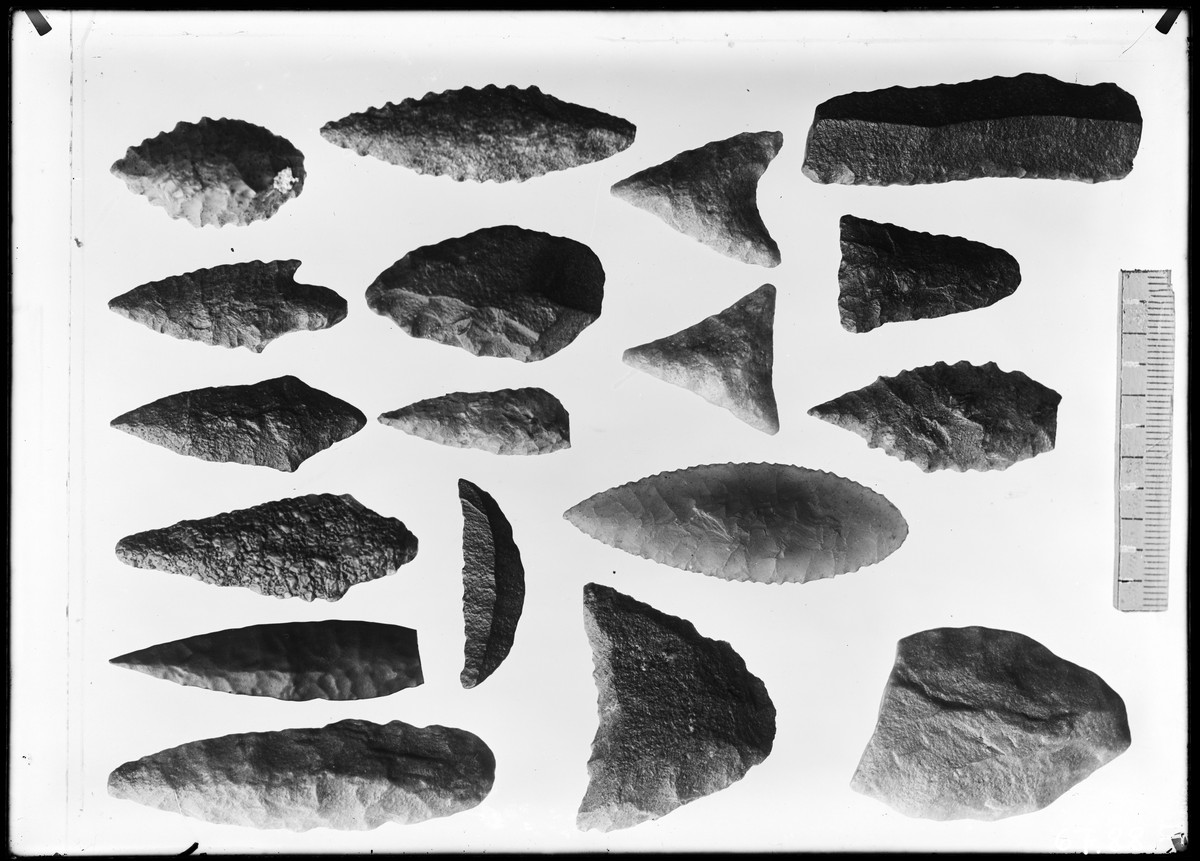
Collection de silex, photographie d’Hippolyte Müller, début XXe siècle
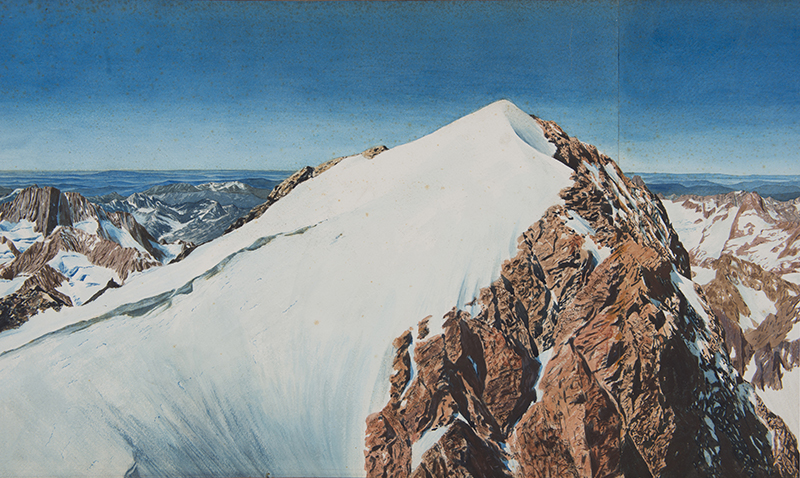
Vue du sommet du Pelvoux (détail), aquarelle de Paul Helbronner, vers 1900

## Les expositions

### Les expositions de référence
Le choix de Jean-Pierre Laurent de privilégier une dense politique d’expositions temporaires est toujours d’actualité. Ce choix s'explique en partie par les contraintes du site, en effet, difficilement accessible, il exige un effort constant de rechercher, d’attirer et de fidéliser les visiteurs. Deux expositions de longue durée sont conçues pour offrir une vision synthétique, mais approfondie des sociétés installées dans les Alpes dauphinoises.

#### Alpins, 7000 ans d'histoire
Initialement intitulée « Gens de là-haut » par Jean-Pierre Laurent, puis « Gens de l’alpe » en 1998, cette exposition de référence a été récemment réadaptée sous le titre « Alpins, 7 000 ans d’histoires », depuis octobre 2023. Elle aborde l’histoire du peuplement et de la vie dans les Alpes depuis le néolithique, mettant particulièrement en lumière les aspects de la vie quotidienne aux époques contemporaines (19e et 20e siècle) : pastoralisme et travaux des champs (fenaison, moisson), habitat, organisation familiale, éducation, vie communautaire et religieuse (catholiques et protestants)... Actualisée avec les dernières connaissances sur les Alpes et des techniques de scénographie modernes, elle explore l'adaptation des populations alpines aux défis géographiques, climatiques, politiques et socioéconomiques à travers les âges. Conçue pour tous les publics, elle propose un parcours ludique et éducatif, enrichi par les dessins de Flore Hénocque et le quiz des Incoll’Alpes, le tout présenté en français et en anglais.

#### Le rêve blanc
La seconde exposition de référence, intitulée « Le rêve blanc. L’épopée des sports d’hiver dans les Alpes ». Elle a pour mission de rendre compte des usages contemporains de la montagne et des changements qu’ils ont entraînés. Elle explore à la fois l’histoire du ski et la conquête des espaces d’altitude ; mais elle invite aussi à une réflexion sur le rôle de la montagne et des montagnards face aux enjeux de la crise écologique. L'exposition explore ces enjeux à travers des témoignages filmés, offrant des perspectives variées et des solutions pour que l'aventure du ski dans les Alpes perdure, tout en s'adaptant aux réalités contemporaines. Pour sa réouverture en 2023, l'une des 33 torches de la flamme olympique de 1968 a intégré les collections du Musée dauphinois.

#### Histoire du couvent
Un autre espace est consacré à l’histoire de l’ancien couvent Sainte-Marie d'en-Haut, dans un couloir desservant la chapelle.

### Les expositions temporaires
De 1990 à 2020, le musée a accueilli plus de 100 expositions temporaires. Ces dernières années, ce sont en moyenne trois nouvelles expositions par an. On observe des thèmes récurrents dans les expositions temporaires :
- Le patrimoine archéologique régionale, préhistorique ou historique : « Premiers alpins » ; « Nos villages ont cinq mille ans » ; « Premiers princes celtes » ;     « Chevaliers de l’an mil »

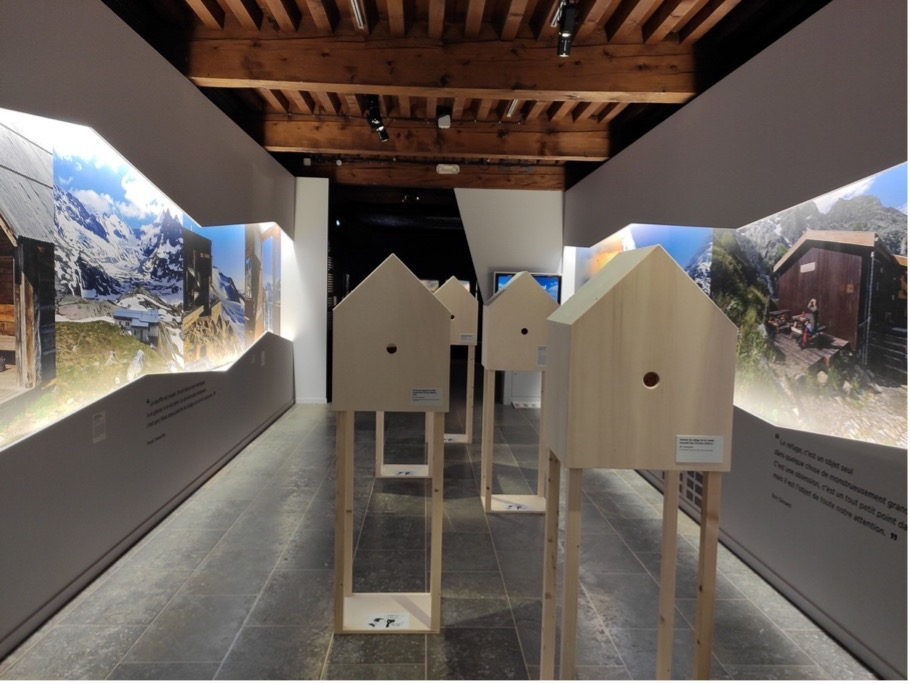
Refuges alpins. De l'abri de fortune au tourisme d'altitude
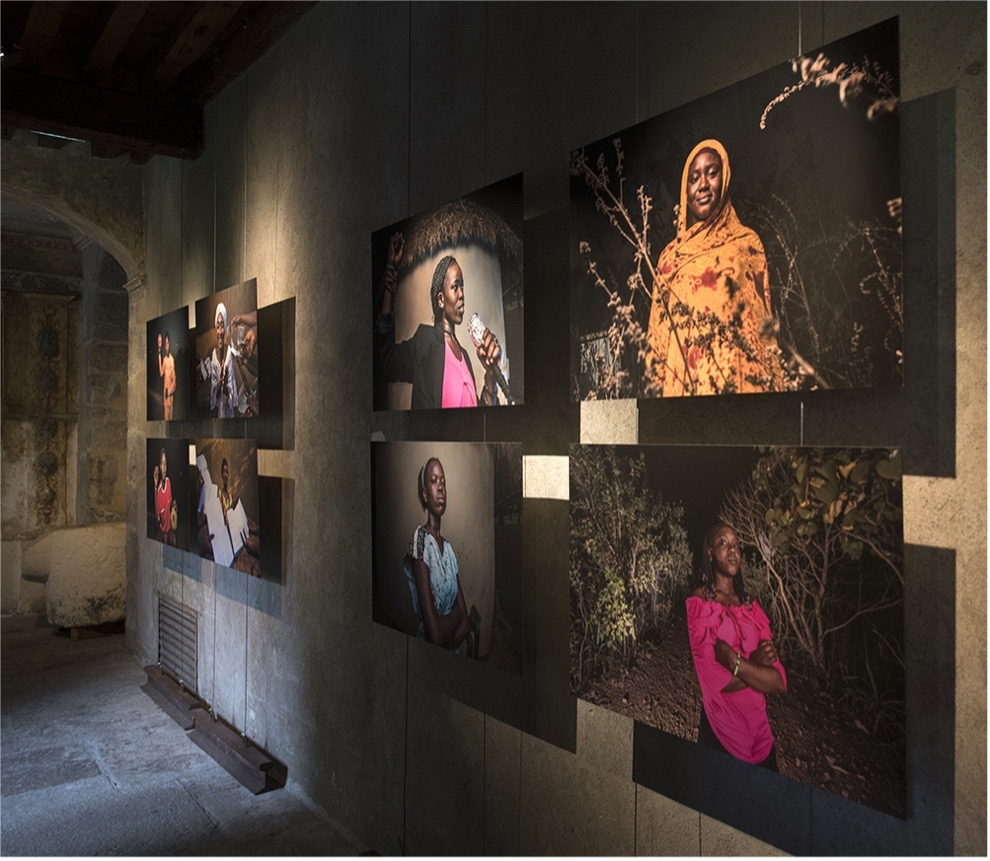
Résidences photographiques / Kédougou [Sénégal]
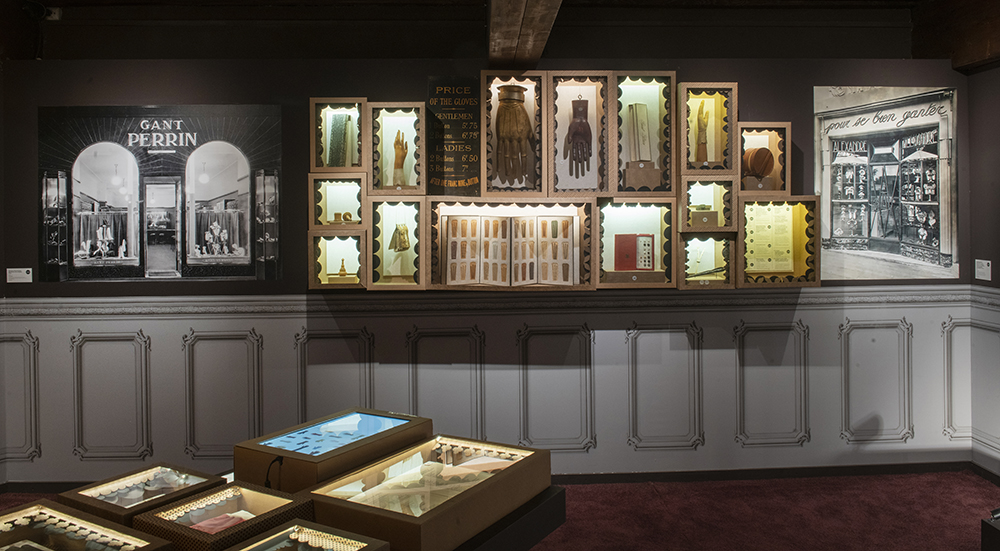
Le patrimoine industriel : « Cathédrales électriques » ; « Les Maîtres de l’acier » ; « Fait main. Quand Grenoble gantait le monde »

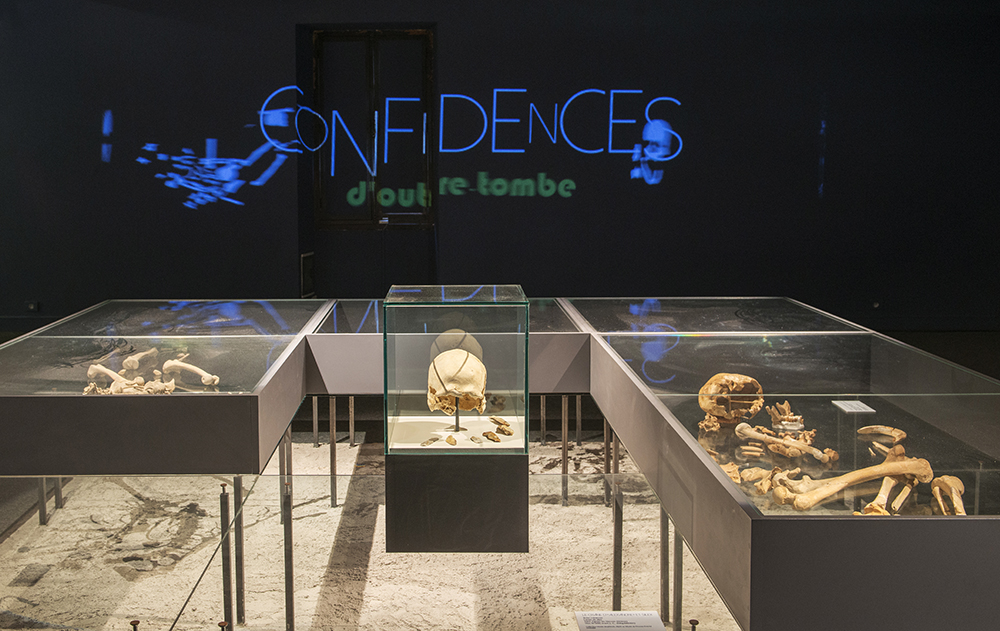
Confidences d'outre-tombe. Squelettes en question
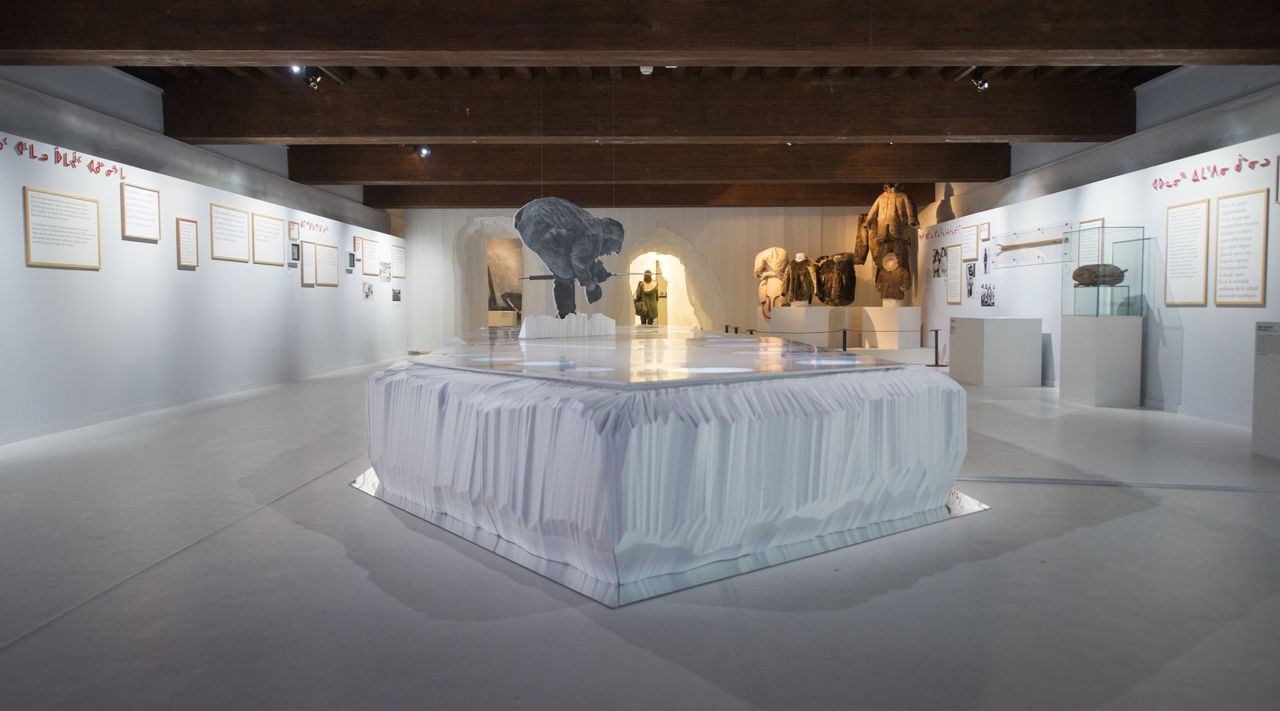
Nunavik. En terre Inuit
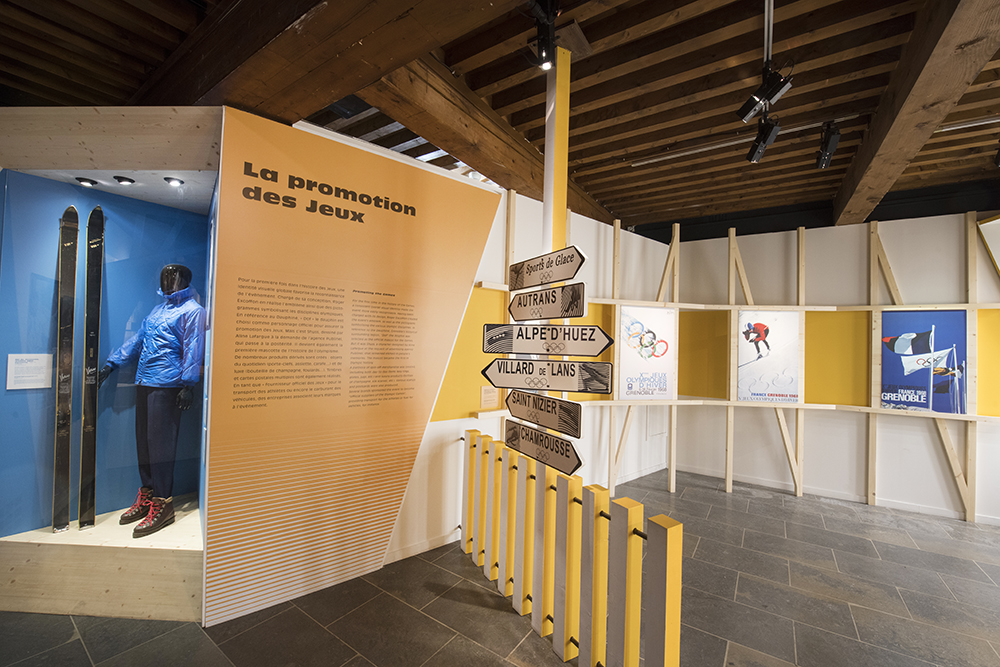
Grenoble 1968. Les Jeux olympiques qui ont changé l'Isère
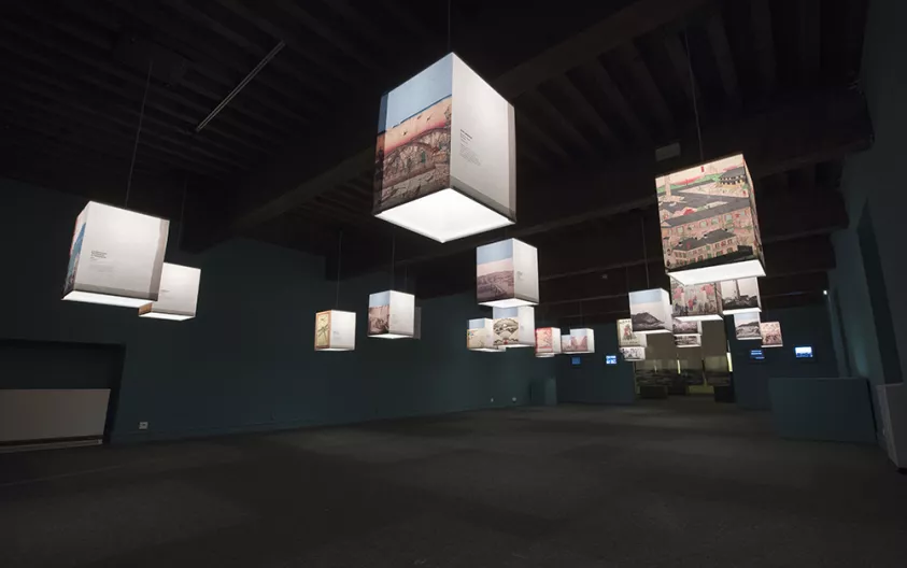
Des samouraïs au kawaii. Histoire croisée du Japon et de l'Occident
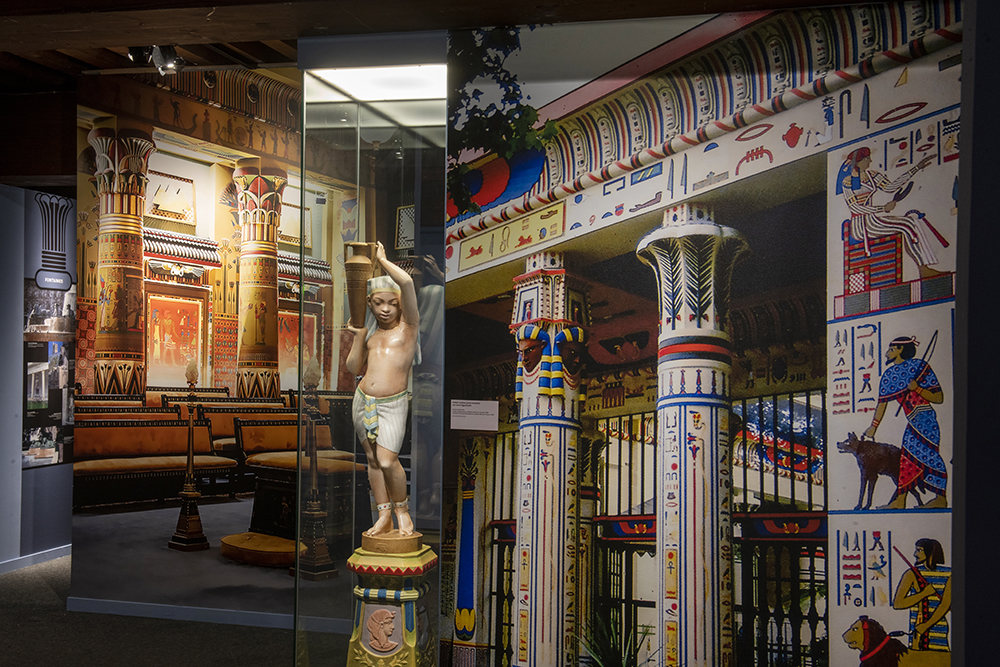
Egyptomania
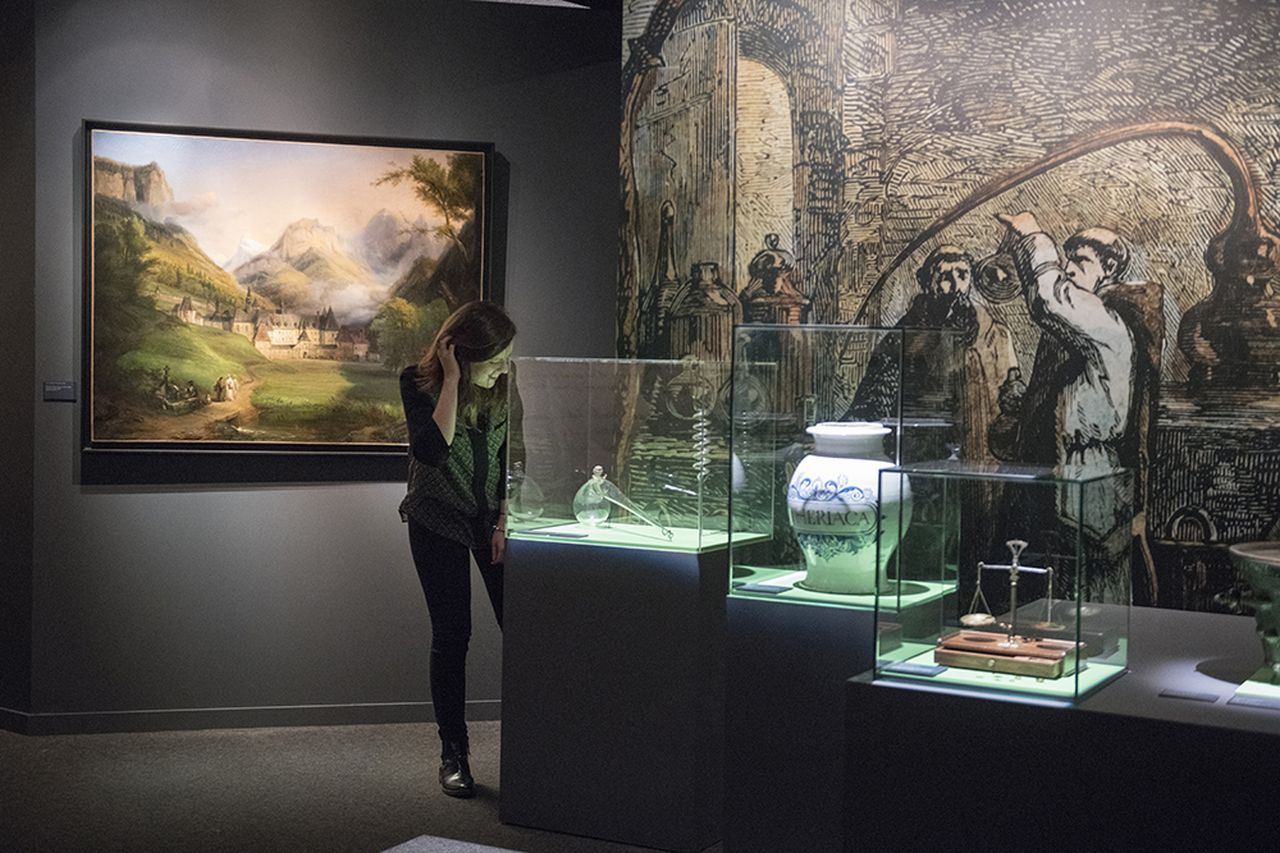
Le patrimoine immatériel : « Inventer le monde, les Rhônalpins et leurs langages » ; « Peurs bleues, l’enfant et les croque-mitaines » ; « L’ivresse des sommets. Eaux de vie et autres breuvages des Alpes »
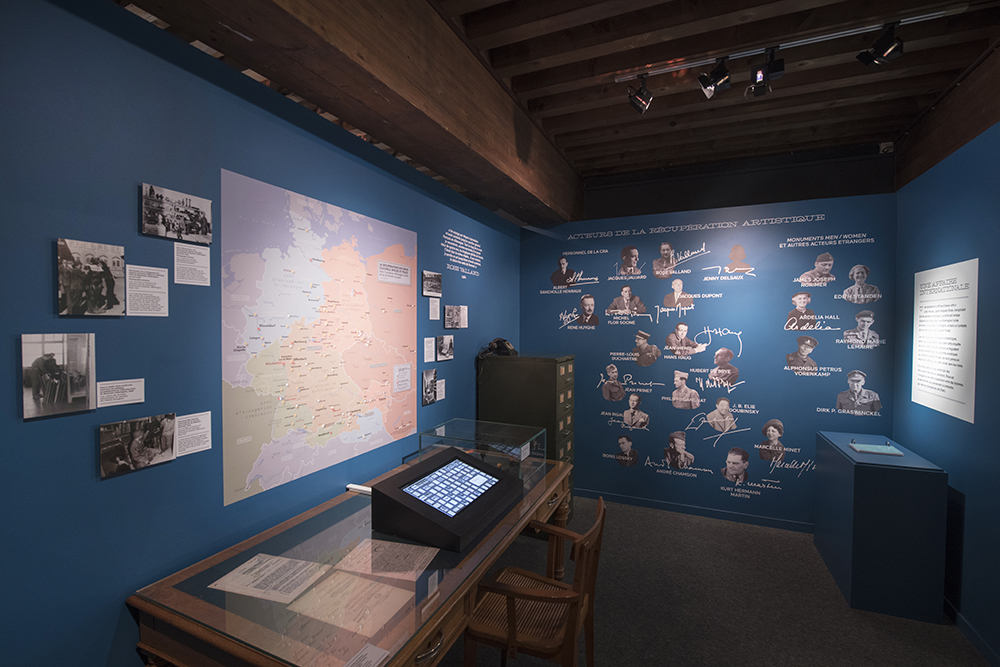
L’art : « Rose Valland. En quête de l’art spolié », « Bretelles et fabulations », « Art et     science »,

Le musée accorde une attention particulière aux communautés d’origine immigrée faisant partie intégrante de la culture régionale ainsi qu’aux thèmes « sociétaux » comme en témoignent les expositions et les publications : « La Différence » (avec le Musée d’ethnographie de Neuchâtel et le Musée de la Civilisation de Québec) ; « Les Millénaires de Dieu » ; « Rester libres ! ». Le musée s’emploie à étudier les minorités culturelles dans tous les continents dans un contexte de mondialisation accrue où les cultures de tradition se transforment ou disparaissent de façon accélérée.
De 1990 à 2020, le musée a accueilli 99 expositions temporaires. Ces dernières années, c'est en moyenne trois nouvelles expositions par an.

## Éditions

### La revueLe Monde alpin et rhodanien
Revue régionale d'ethnologie, Le Monde alpin et rhodanien a publié, entre 1973 et 2006, deux à quatre numéros par an d'études et d'articles sur les pays du grand sud-est, autour des Alpes et du Rhône, du Lyonnais à la plaine du Pô et du Léman à la Camargue.
Fondée en 1973 par Charles Joisten, la revue est éditée par le Centre alpin et rhodanien d’ethnologie (CARE), association dont le siège est au Musée dauphinois. Le CARE publie aussi une collection d'ouvrages : les Documents d'ethnologie régionale. La mémoire et le patrimoine culturel sont parmi les thèmes privilégiés d'une large approche des communautés rurales ou urbaines, anciennes ou contemporaines, et des hommes de cette région. Une telle réflexion sur les racines des cultures régionales engage de nombreuses disciplines. Sont ainsi étudiés : les croyances, les rites et des coutumes ; la langue, la littérature orale et la chanson ; les arts populaires, les modes de vie et les comportements. Ethnologues, historiens et linguistes collaborent étroitement au sein de l'équipe rédactionnelle. Mais la parole est souvent donnée à ceux, témoins directs, autodidactes de l'histoire ou de l'ethnologie, qui peuvent apporter sur les multiples facettes du monde traditionnel le témoignage irremplaçable du vécu. Pour le Musée dauphinois, dont une partie de l'équipe collaborait à la revue, cette édition constituait un outil de diffusion scientifique de première importance.

### La revueL'Alpe
Proposée par André Pitte dans les années 1990, et née de l'amitié qui le liait tant à Jacques Glénat qu'à Jean Guibal, alors directeur du musée dauphinois, la revue L'Alpe connait une parution trimestrielle depuis 1998. « Elle s'intéresse à ces hommes qui, de la Provence à l'Autriche, des Alpes helvétiques à la Slovénie, ont su s'acclimater à un environnement exceptionnel et se servir de la montagne pour écrire une histoire faite d'échanges, de migrations et d'ouvertures. »
Fondé sur un savoir rigoureux, L'Alpe n'est pas pour autant une revue savante. Elle utilise les apports de l'histoire, de la géographie, de l’archéologie, de l'ethnologie, de la littérature, etc. pour répondre à l'attente de publics de plus en plus nombreux, en quête d'émotion culturelle. « Basée au Musée dauphinois, l'équipe rédactionnelle de L'Alpe profite du réseau de relation du musée et de ses ressources documentaires. »
L'Alpe participe, en contrepartie, au rayonnement euro-alpin du Musée dauphinois.

### La collection «Les Patrimoines»
Publiée par le quotidien régional Le Dauphiné libéré (dont l’aire de diffusion recouvre la plus grande partie des Alpes françaises, mais aussi le nord de l’Isère, la Drôme, l’Ardèche, etc.) cette collection a pour ambition de porter jusqu’au plus large public les éléments majeurs du patrimoine régional. Les sites culturels les plus fréquentés, les personnages historiques célèbres, les villes de la région, les produits de terroir, etc., font l’objet d’une présentation à la fois concise (les ouvrages comptent 50 pages) et parfaitement informée (ce sont toujours des spécialistes qui sont chargés de l’écriture des textes). Le succès d’une telle collection tient dans ces caractères majeurs mais aussi dans la parfaite lisibilité et la qualité de l’iconographie de ces petits livres. Plus d’une centaine d’ouvrages ont déjà été édités depuis 1998 ; et plus d’un million d’exemplaires qui ont été vendus. Un tel outil de diffusion, que seul peut assurer un grand quotidien régional, est parfaitement complémentaire des missions d’un musée de patrimoine régional tel que le Musée dauphinois.

## Fréquentation
Évolution de la fréquentation du Musée dauphinois
Le graphique qui aurait dû être présenté ici ne peut pas être affiché car il utilise l'ancienne extension Graph, désactivée pour des questions de sécurité. Des indications pour créer un nouveau graphique avec la nouvelle extension Chart sont disponibles ici.

| Année               | 2000  | 2001  | 2002  | 2003  | 2004   | 2005  | 2006  | 2007  | 2008  | 2009  | 2010  | 2011  |
| ------------------- | ----- | ----- | ----- | ----- | ------ | ----- | ----- | ----- | ----- | ----- | ----- | ----- |
| Nombre de visiteurs | 49432 | 50267 | 49580 | 41698 | 107398 | 52344 | 53516 | 48313 | 45164 | 57205 | 65826 | 62304 |

| Année               | 2012  | 2013  | 2014  | 2015  | 2016  | 2017  | 2018  | 2019  | 2020  | 2021  | 2022  |
| ------------------- | ----- | ----- | ----- | ----- | ----- | ----- | ----- | ----- | ----- | ----- | ----- |
| Nombre de visiteurs | 92997 | 67629 | 61002 | 63752 | 74514 | 59895 | 84194 | 77097 | 30488 | 28915 | 67071 |

## Les conservateurs
| Conservateurs directeurs                                 | Années        |
| -------------------------------------------------------- | ------------- |
| Hippolyte Müller                                         | 1906 - 1933   |
| Joseph Colomb                                            | 1933 - 1952   |
| Victor Piraud                                            | 1952 - 1955   |
| Joseph Laforge                                           | 1955 - 1966   |
| Marcel Boulin                                            | 1966 - 1969   |
| Michel Colardelle                                        | 1969 - 1970   |
| Marcel Maget                                             | 1970          |
| Jean-Pierre Laurent                                      |               |
| Jean Guibal                                              | 1986 - 2000   |
| Jean-Claude Duclos                                       | 2000 - 2011   |
| Jean Guibal                                              | 2011 - 2016   |
| Olivier Cogne                                            | 2016 - actuel |
|                                                          |               |
| Conservateurs chargés des collections et des expositions |               |
| Charles Joisten                                          | 1970 - 1981   |
| Annie Bosso                                              | 1978 - 1994   |
| Michel Hue                                               | 1992          |
| Chantal Spillemaecker                                    | 1982 - 2017   |
| Jean-Pascal Jospin                                       | 1983 - 2020   |
| Isabelle Lazier                                          | 1985 - 2005   |
| Franck Philippeaux                                       | 1999 - actuel |
| Valérie Huss                                             | 2000 - 2015   |